# José Wellington Bezerra da Costa
José Wellington Bezerra da Costa (ur. 14 października 1934 w São Paulo) – brazylijski pastor zielonoświątkowy, od 1980 roku w zborze w São Paulo należącym do Brazylijskich Zborów Bożych. Od 1988 roku jest Generalnym Inspektorem w brazylijskim oddziale Zborów Bożych.